# 2017–2018-as holland labdarúgó-bajnokság (első osztály)
Ez a szezon volt az Eredivisie 62. szezonja.
A 2017–2018-as holland labdarúgó-bajnokság első osztálya (hivatalos nevén: Eredivisie 2017/18) ahogy már hosszú ideje, ebben a szezonban is 18 csapat részvételével zajlott le. Ezen szezon 2017. augusztus 11-én rajtolt el és 2017. május 6-án ért véget. A bajnoki címvédő idén 18 év után ismét a Feyenoord csapata volt.
A tavalyi szezonból két csapat – a Go Ahead Eagles és a NEC Nijmegen – esett ki és nem szerepelt idén az Eredivisie-ben. Helyettük feljutott az Eerste Divisie tavalyi bajnoka, a VVV-Venlo és az osztályozókat megnyerve ismét az első osztályban szerepelt a NAC Breda.
A bajnokságot végül a PSV Eindhoven csapata nyerte meg, 4 éven belül idén harmadszor. A 6. fordulóban az élre kerültek és végig ott is maradtak. Végül a 31. fordulóban - az Ajax legyőzésével - vált biztossá 24. bajnoki címük. Az ezüstérmes pedig idén is az AFC Ajax csapata lett, sorozatban már 4. alkalommal. Ezzel beállították saját rekordjukat, mivel a holland bajnokság kezdete óta eddig csupán nekik sikerült sorozatban 4 ezüstérmet szerezni. Először 1985/86 és 1988/89 között, most pedig második alkalommal. A szezon végeztével pedig nagy meglepetésre a Twente Enschede csapata utolsó helyezettként végzett és 34 szezon után kiesett az Eredivisie-ből.
Ezen szezonban a bajnokságban 4. helyen végzett Feyenoord nyerte a Holland-kupát, így ők azonnal bejutottak a következő szezonbeli Európa Ligába, a 3. selejtezősorozatba. Ezért idén az 5.-8. helyezett csapatok indulhattak a bajnokság alapszakaszának végeztével az EL-play off-ban.
Mivel a 2016/17-es szezon végeztével az Eredivisie a 13. helyen állt a bajnokságok UEFA-ranglistáján, ezért a következő - 2018/19-es - szezonban az idei holland bajnok már nem a Bajnokok Ligája főtábláján kezd hanem csak a rájátszásban, az ezüstérmes pedig a 2. selejtezőkörben.

## Csapatváltozások az előző szezonhoz képest
Íme azon csapatok, amelyek a tavalyi szezon befejeztével kiestek az Eerste Divisiebe illetve onnan feljutottak az Eredivisiebe
Kiestek a másodosztályba
- NEC Nijmegen
- Go Ahead Eagles

Feljutottak az élvonalba
- NAC Breda
- VVV-Venlo

## Bajnokságban részt vevő csapatok
A holland labdarúgó-bajnokság 2017–18-as szezonjának első osztályát is 18 csapat részvételével rendezték meg. Az idei bajnoki szezonban a következő csapatok vettek részt:
| A csapat neve  | Tartomány     | A csapat székhelye | A csapat stadionja       | Befogadóképesség |
| -------------- | ------------- | ------------------ | ------------------------ | ---------------- |
| ADO Den Haag   | Dél-Holland   | Hága               | Kyocera Stadion          | 15 000           |
| AFC Ajax       | Észak-Holland | Amszterdam         | Amsterdam ArenA          | 53 502           |
| AZ             | Észak-Holland | Alkmaar            | AFAS Stadion             | 17 150           |
| Excelsior      | Dél-Holland   | Rotterdam          | Stadion Woudestein       | 3 531            |
| Feyenoord      | Dél-Holland   | Rotterdam          | De Kuip                  | 51 577           |
| FC Groningen   | Groningen     | Groningen          | Euroborg                 | 22 550           |
| SC Heerenveen  | Frízföld      | Heerenveen         | Abe Lenstra Stadion      | 26 100           |
| Heracles       | Overijssel    | Almelo             | Polman Stadion           | 12 500           |
| NAC            | Észak-Brabant | Breda              | Rat Verlegh Stadion      | 19 000           |
| PEC Zwolle     | Overijssel    | Zwolle             | Ijsseldelta Stadion      | 12 500           |
| PSV            | Észak-Brabant | Eindhoven          | Philips Stadion          | 36 500           |
| Roda JC        | Limburg       | Kerkrade           | Parkstad Limburg Stadion | 19 979           |
| Sparta         | Dél-Holland   | Rotterdam          | Het Kasteel              | 11 026           |
| FC Twente      | Overijssel    | Enschede           | De Grolsch Veste         | 30 200           |
| FC Utrecht     | Utrecht       | Utrecht            | Stadion Galgenwaard      | 24 426           |
| Vitesse Arnhem | Gelderland    | Arnhem             | GelreDome                | 25 000           |
| VVV            | Limburg       | Venlo              | De Koel                  | 8 000            |
| Willem II      | Észak-Brabant | Tilburg            | Koning Willem II-stadion | 14 500           |

### Adatok a csapatokról
| Csapat              | Elnök           | Edző                     | Csapatkapitány   | Mez márkája  | Mezszponzor         |
| ------------------- | --------------- | ------------------------ | ---------------- | ------------ | ------------------- |
| ADO Den Haag        | Ben Knüppe      | Alfons Groenendijk       | Aaron Meijers    | Erreà        | Cars Jeans          |
| AFC Ajax            | Hennie Henrichs | Erik ten Hag             | Joël Veltman     | Adidas       | Ziggo               |
| AZ Alkmaar          | René Neelissen  | John van den Brom        | Ron Vlaar        | Under Armour | AFAS software       |
| Excelsior Rotterdam | Bob de Lange    | Mitchell van der Gaag    | Ryan Koolwijk    | Quick        | DSW Zorgverzekeraar |
| Feyenoord           | Gerard Hoetmer  | Giovanni van Bronckhorst | Karim El Ahmadi  | Adidas       | Qurrent             |
| FC Groningen        | Robbert Klaver  | Ernest Faber             | Sergio Padt      | Puma         | Payt                |
| SC Heerenveen       | Luuc Eisenga    | Jurgen Streppel          | Stijn Schaars    | Jako         | GroenLeven          |
| Heracles Almelo     | Jan Smit        | John Stegeman            | Joey Pelupessy   | Acerbis      | Asito               |
| NAC Breda           | Wim van Aalst   | Stijn Vreven             | Pablo Marí       | Legea        | CM Payments         |
| PEC Zwolle          | Adriaan Visser  | John van ’t Schip        | Bram van Polen   | Craft        | Molecaten           |
| PSV Eindhoven       | Jan Albers      | Phillip Cocu             | Marco van Ginkel | Umbro        | Energiedirect.nl    |
| Roda JC Kerkrade    | Harm Wiertz     | Robert Molenaar          | Ard van Peppen   | Masita       | MASCOT Workwear     |
| Sparta Rotterdam    | Rob Westerhof   | Dick Advocaat            | Michel Breuer    | Robey        | Centric             |
| Twente Enschede     | Jan Schutrups   | Marino Pusic             | Stefan Thesker   | Sondico      | Pure Energie        |
| FC Utrecht          | Paul Verhoeff   | Jean-Paul de Jong        | Willem Janssen   | Hummel       | Zorg van de zaak    |
| Vitesse Arnhem      | Yevgeny Merkel  | Edward Sturing           | Guram Kashia     | Macron       | SWOOP               |
| VVV Venlo           | Hai Berden      | Maurice Steijn           | Jerold Promes    | Masita       | Seacon Logistics    |
| Willem II Tilburg   | Jack Buckens    | Erwin van de Looi        | Jordens Peters   | Robey        | Tricorp             |

### Edzőcserék
| Csapat           | Távozó edző     | Ok                                | Dátum              | Érkező            | Dátum              |
| ---------------- | --------------- | --------------------------------- | ------------------ | ----------------- | ------------------ |
| AFC Ajax         | Peter Bosz      | Eligazolt a Borussia Dortmund-hoz | 2017. június 6.    | Marcel Keizer     | 2017. július 1.    |
| PEC Zwolle       | Martin Schmidt  | Szerződés lejárta                 | 2017. június 31.   | John van ’t Schip | 2017. július 1.    |
| Roda JC Kerkrade | Huub Stevens    | Szerződés lejárta                 | 2017. június 31.   | Robert Molenaar   | 2017. július 1.    |
| Twente Enschede  | René Hake       | Rossz teljesítmény miatt kirúgták | 2017. október 18.  | Gertjan Verbeek   | 2017. október 28.  |
| Sparta Rotterdam | Alex Pastoor    | Rossz teljesítmény miatt kirúgták | 2017. december 17. | Dick Advocaat     | 2017. december 25. |
| AFC Ajax         | Marcel Keizer   | Rossz teljesítmény miatt kirúgták | 2017. december 21. | Erik ten Hag      | 2018. január 1.    |
| FC Utrecht       | Erik ten Hag    | Átigazolt az AFC Ajax-hoz         | 2017. december 28. | Jean-Paul de Jong | 2018. január 4.    |
| Twente Enschede  | Gertjan Verbeek | Rossz teljesítmény miatt kirúgták | 2018. március 26.  | Marino Pusic      | 2018. március 26.  |
| Vitesse Arnhem   | Henk Fraser     | Rossz teljesítmény miatt kirúgták | 2018. április 11.  | Edward Sturing    | 2018. április 11.  |

## Tabella végeredménye
| Hely. | Csapat           | M  | Gy | D  | V  | G+ | G– | Gk  | P  | Továbbjutás vagy kiesés          |
| ----- | ---------------- | -- | -- | -- | -- | -- | -- | --- | -- | -------------------------------- |
| 1.    | PSV Eindhoven    | 34 | 26 | 5  | 3  | 87 | 39 | +48 | 83 | Bajnokok Ligája, Rájátszás       |
| 2.    | AFC Ajax         | 34 | 25 | 4  | 5  | 89 | 33 | +56 | 79 | Bajnokok Ligája, 2. selejtezőkör |
| 3.    | AZ Alkmaar       | 34 | 22 | 5  | 7  | 72 | 38 | +34 | 71 | Európa-liga, 2. selejtezőkör     |
| 4.    | Feyenoord CV KGY | 34 | 20 | 6  | 8  | 76 | 39 | +37 | 66 | Európa-liga, 3. selejtezőkör     |
| 5.    | FC Utrecht       | 34 | 14 | 12 | 8  | 58 | 53 | +5  | 54 | Európa-liga, play off            |
| 6.    | Vitesse Arnhem   | 34 | 13 | 10 | 11 | 63 | 47 | +16 | 49 | Európa-liga, play off            |
| 7.    | ADO Den Haag     | 34 | 13 | 8  | 13 | 45 | 53 | −8  | 47 | Európa-liga, play off            |
| 8.    | SC Heerenveen    | 34 | 12 | 10 | 12 | 48 | 53 | −5  | 46 | Európa-liga, play off            |
| 9.    | PEC Zwolle       | 34 | 12 | 8  | 14 | 42 | 54 | −12 | 44 |                                  |
| 10.   | Heracles Almelo  | 34 | 11 | 9  | 14 | 50 | 64 | −14 | 42 |                                  |
| 11.   | Excelsior        | 34 | 11 | 7  | 16 | 41 | 56 | −15 | 40 |                                  |
| 12.   | FC Groningen     | 34 | 8  | 14 | 12 | 50 | 50 | 0   | 38 |                                  |
| 13.   | Willem Tilburg   | 34 | 10 | 7  | 17 | 50 | 63 | −13 | 37 |                                  |
| 14.   | NAC Breda Ú      | 34 | 9  | 7  | 18 | 41 | 57 | −16 | 34 |                                  |
| 15.   | VVV-Venlo Ú      | 34 | 7  | 13 | 14 | 35 | 54 | −19 | 34 |                                  |
| 16.   | Roda Kerkrade    | 34 | 8  | 6  | 20 | 42 | 69 | −27 | 30 | Osztályozó                       |
| 17.   | Sparta Rotterdam | 34 | 7  | 6  | 21 | 34 | 75 | −41 | 27 | Osztályozó                       |
| 18.   | Twente Enschede  | 34 | 5  | 9  | 20 | 37 | 63 | −26 | 24 | Eerste Divisie                   |

| A 2017/2018-as szezon bajnoka |
| ----------------------------- |
| PSV Eindhoven 24. cím         |

## Tabellák
| Poz. | CSAPAT           | MSZ | GY | D | V | PTK | L.G. | K.G. | GK. |
| ---- | ---------------- | --- | -- | - | - | --- | ---- | ---- | --- |
| 1.   | PSV Eindhoven    | 17  | 15 | 2 | 0 | 47  | 44   | 9    | +35 |
| 2.   | AFC Ajax         | 17  | 14 | 1 | 2 | 43  | 45   | 12   | +33 |
| 3.   | Feyenoord        | 17  | 11 | 3 | 3 | 36  | 37   | 17   | +20 |
| 4.   | AZ Alkmaar       | 17  | 11 | 2 | 4 | 35  | 40   | 23   | +17 |
| 5.   | FC Utrecht       | 17  | 9  | 7 | 1 | 34  | 32   | 21   | +11 |
| 6.   | Heracles Almelo  | 17  | 9  | 4 | 4 | 31  | 29   | 25   | +4  |
| 7.   | FC Groningen     | 17  | 7  | 7 | 3 | 28  | 32   | 21   | +11 |
| 8.   | PEC Zwolle       | 17  | 8  | 4 | 5 | 28  | 27   | 20   | +7  |
| 9.   | Vitesse          | 17  | 7  | 6 | 4 | 27  | 35   | 20   | +15 |
| 10.  | ADO Den Haag     | 17  | 7  | 4 | 6 | 25  | 26   | 27   | -1  |
| 11.  | SC Heerenveen    | 17  | 6  | 5 | 6 | 23  | 21   | 24   | -3  |
| 12.  | Willem II        | 17  | 6  | 4 | 7 | 22  | 31   | 29   | +2  |
| 13.  | NAC Breda        | 17  | 7  | 1 | 9 | 22  | 26   | 31   | -5  |
| 14.  | Sparta Rotterdam | 17  | 6  | 2 | 9 | 20  | 21   | 36   | -15 |
| 15.  | FC Twente        | 17  | 4  | 6 | 7 | 18  | 25   | 31   | -6  |
| 16.  | Roda Kerkrade    | 17  | 4  | 4 | 9 | 16  | 21   | 34   | -13 |
| 17.  | VVV-Venlo        | 17  | 3  | 6 | 8 | 15  | 19   | 29   | -10 |
| 18.  | Excelsior        | 17  | 3  | 5 | 9 | 14  | 16   | 24   | -8  |

| Poz. | CSAPAT           | MSZ | GY | D | V  | PTK | L.G. | K.G. | GK. |
| ---- | ---------------- | --- | -- | - | -- | --- | ---- | ---- | --- |
| 1.   | AFC Ajax         | 17  | 11 | 3 | 3  | 36  | 44   | 21   | +23 |
| 2.   | AZ Alkmaar       | 17  | 11 | 3 | 3  | 36  | 32   | 15   | +17 |
| 3.   | PSV Eindhoven    | 17  | 11 | 3 | 3  | 36  | 43   | 30   | +13 |
| 4.   | Feyenoord        | 17  | 9  | 3 | 5  | 30  | 39   | 22   | +17 |
| 5.   | Excelsior        | 17  | 8  | 2 | 7  | 26  | 25   | 32   | -7  |
| 6.   | SC Heerenveen    | 17  | 6  | 5 | 6  | 23  | 27   | 29   | -2  |
| 7.   | Vitesse          | 17  | 6  | 4 | 7  | 22  | 28   | 27   | +1  |
| 8.   | ADO Den Haag     | 17  | 6  | 4 | 7  | 22  | 19   | 26   | -7  |
| 9.   | FC Utrecht       | 17  | 5  | 5 | 7  | 20  | 26   | 32   | -6  |
| 10.  | VVV-Venlo        | 17  | 4  | 7 | 6  | 19  | 16   | 25   | -9  |
| 11.  | PEC Zwolle       | 17  | 4  | 4 | 9  | 16  | 15   | 34   | -19 |
| 12.  | Willem II        | 17  | 4  | 3 | 10 | 15  | 19   | 34   | -15 |
| 13.  | Roda Kerkrade    | 17  | 4  | 2 | 11 | 14  | 21   | 35   | -14 |
| 14.  | NAC Breda        | 17  | 2  | 6 | 9  | 12  | 15   | 26   | -11 |
| 15.  | Heracles Almelo  | 17  | 2  | 5 | 10 | 11  | 21   | 39   | -18 |
| 16.  | FC Groningen     | 17  | 1  | 7 | 9  | 10  | 18   | 29   | -11 |
| 17.  | Sparta Rotterdam | 17  | 1  | 4 | 12 | 7   | 13   | 39   | -26 |
| 18.  | FC Twente        | 17  | 1  | 3 | 13 | 6   | 12   | 32   | -20 |

## Eredmények
|                     | ADO | AJA | AZ  | EXC   | FEY | GRO | HEE | HER | NAC | PEC | PSV | RJC | SPA | TWE | UTR | VIT | VVV | WIL |
| ------------------- | --- | --- | --- | ----- | --- | --- | --- | --- | --- | --- | --- | --- | --- | --- | --- | --- | --- | --- |
| ADO Den Haag        |     | 1–1 | 0–3 | 1–2   | 2–2 | 0–3 | 1–2 | 4–1 | 0–2 | 4–0 | 3–3 | 3–2 | 1–0 | 2–1 | 0–3 | 1–0 | 1–1 | 2–1 |
| AFC Ajax            | 0–0 |     | 3–0 | 3–1   | 2–0 | 3–1 | 4–1 | 1–0 | 3–1 | 3–0 | 3–0 | 5–1 | 4–0 | 2–1 | 1–2 | 1–2 | 4–1 | 3–1 |
| AZ Alkmaar          | 2–0 | 1–2 |     | 0–2   | 0–4 | 3–2 | 3–1 | 5–0 | 2–1 | 6–0 | 2–3 | 2–2 | 2–1 | 2–0 | 3–0 | 4–3 | 0–0 | 3–2 |
| Excelsior Rotterdam | 1–2 | 1–2 | 1–2 |       | 0–1 | 2–0 | 1–2 | 2–2 | 0–0 | 1–2 | 1–2 | 1–0 | 1–1 | 0–0 | 2–2 | 0–3 | 0–2 | 2–1 |
| Feyenoord           | 3–1 | 1–4 | 2–1 | 5–0   |     | 3–0 | 1–1 | 1–0 | 0–2 | 0–0 | 1–3 | 5–1 | 3–1 | 2–1 | 3–1 | 1–0 | 1–1 | 5–0 |
| FC Groningen        | 0–0 | 1–2 | 1–1 | 4–0   | 0–2 |     | 3–3 | 3–3 | 1–1 | 2–0 | 3–3 | 2–1 | 4–0 | 1–0 | 2–1 | 4–2 | 1–1 | 0–1 |
| SC Heerenveen       | 2–0 | 0–4 | 1–2 | 0–1   | 2–3 | 1–1 |     | 1–1 | 1–0 | 1–2 | 2–0 | 1–1 | 2–1 | 1–0 | 2–2 | 0–4 | 2–2 | 2–0 |
| Heracles Almelo     | 1–1 | 2–1 | 0–3 | 2–2   | 2–4 | 2–1 | 1–2 |     | 2–1 | 2–1 | 1–2 | 2–1 | 3–2 | 2–1 | 2–2 | 1–1 | 3–0 | 1–0 |
| NAC Breda           | 0–1 | 0–8 | 1–3 | 3–1   | 2–1 | 2–1 | 3–0 | 6–1 |     | 0–2 | 1–4 | 0–1 | 2–2 | 1–2 | 3–1 | 1–0 | 0–1 | 1–2 |
| PEC Zwolle          | 2–0 | 0–1 | 1–1 | 1–1   | 3–4 | 3–2 | 3–2 | 2–1 | 1–0 |     | 0–1 | 4–2 | 2–0 | 2–0 | 1–1 | 1–2 | 1–1 | 0–1 |
| PSV Eindhoven       | 3–0 | 3–0 | 3–2 | 1–0 ; | 1–0 | 0–0 | 2–2 | 3–0 | 5–1 | 4–0 |     | 2–0 | 1–0 | 4–3 | 3–0 | 2–1 | 3–0 | 4–0 |
| Roda JC Kerkrade    | 2–3 | 2–4 | 0–1 | 2–1   | 1–1 | 2–2 | 2–1 | 0–3 | 1–0 | 3–2 | 2–2 |     | 0–2 | 1–1 | 1–4 | 1–3 | 0–1 | 1–3 |
| Sparta Rotterdam    | 2–1 | 2–5 | 0–2 | 2–3   | 0–7 | 2–1 | 0–0 | 2–5 | 2–1 | 1–1 | 1–2 | 1–2 |     | 1–0 | 1–3 | 0–1 | 3–2 | 1–0 |
| Twente Enschede     | 2–3 | 3–3 | 0–4 | 1–3   | 1–3 | 1–1 | 0–4 | 2–1 | 1–1 | 2–0 | 0–2 | 3–0 | 1–1 |     | 4–0 | 1–1 | 1–2 | 2–2 |
| FC Utrecht          | 3–3 | 0–0 | 1–1 | 3–1   | 1–1 | 1–1 | 3–1 | 1–1 | 2–2 | 2–1 | 1–7 | 2–0 | 1–0 | 3–1 |     | 5–1 | 1–0 | 2–0 |
| Vitesse Arnhem      | 2–0 | 3–2 | 1–2 | 1–2   | 3–1 | 2–0 | 1–1 | 0–0 | 4–1 | 0–0 | 2–4 | 0–3 | 7–0 | 5–0 | 1–1 |     | 1–1 | 2–2 |
| VVV Venlo           | 0–2 | 0–2 | 0–2 | 2–3   | 1–0 | 1–1 | 0–2 | 3–1 | 0–0 | 1–1 | 2–5 | 1–4 | 3–0 | 0–0 | 0–1 | 2–2 |     | 3–3 |
| Willem II Tilburg   | 1–2 | 1–3 | 0–2 | 1–2   | 1–5 | 1–1 | 1–2 | 3–1 | 1–1 | 2–3 | 5–0 | 1–0 | 2–2 | 3–1 | 3–2 | 2–2 | 3–0 |     |

- Forrás: Az Eredivisie hivatalos oldala Archiválva 2021. április 27-i dátummal a Wayback Machine-ben (angolul)
- A hazai csapatok a baloldali oszlopban szerepelnek.
- Színek: Zöld = HAZAI GYŐZELEM; Sárga = DÖNTETLEN; Piros = VENDÉG GYŐZELEM

## Bajnokság fordulónkénti változása
Ebből a táblázatból az derül ki, hogy minden egyes forduló után melyik csapat hányadik helyet foglalta el.
| Klub / Fordulók | 1   | 2  | 3  | 4  | 5  | 6  | 7  | 8  | 9  | 10 | 11 | 12 | 13 | 14 | 15 | 16 | 17 | 18 | 19 | 20 | 21 | 22 | 23 | 24 | 25 | 26 | 27 | 28 | 29 | 30 | 31 | 32 | 33 | 34 |   |
| --------------- | --- | -- | -- | -- | -- | -- | -- | -- | -- | -- | -- | -- | -- | -- | -- | -- | -- | -- | -- | -- | -- | -- | -- | -- | -- | -- | -- | -- | -- | -- | -- | -- | -- | -- | - |
| Klub / Fordulók | ADO | 17 | 17 | 17 | 14 | 14 | 14 | 9  | 11 | 8  | 10 | 11 | 9  | 11 | 11 | 8  | 8  | 9  | 8  | 8  | 9  | 10 | 8  | 8  | 8  | 8  | 8  | 8  | 8  | 9  | 9  | 9  | 9  | 9  | 7 |
| AFC Ajax        | 12  | 8  | 6  | 3  | 6  | 7  | 6  | 2  | 2  | 2  | 2  | 2  | 2  | 3  | 3  | 2  | 2  | 2  | 2  | 2  | 2  | 2  | 2  | 2  | 2  | 2  | 2  | 2  | 2  | 2  | 2  | 2  | 2  | 2  |   |
| AZ Alkmaar      | 11  | 9  | 7  | 6  | 2  | 5  | 8  | 7  | 6  | 4  | 4  | 3  | 3  | 2  | 2  | 3  | 3  | 3  | 3  | 3  | 3  | 3  | 3  | 3  | 3  | 3  | 3  | 3  | 3  | 3  | 3  | 3  | 3  | 3  |   |
| Excelsior       | 6   | 10 | 11 | 13 | 13 | 12 | 13 | 10 | 11 | 7  | 7  | 10 | 10 | 10 | 11 | 12 | 11 | 12 | 10 | 11 | 11 | 11 | 12 | 11 | 10 | 12 | 10 | 11 | 11 | 10 | 10 | 10 | 10 | 11 |   |
| Feyenoord       | 7   | 5  | 1  | 1  | 1  | 4  | 2  | 3  | 5  | 6  | 6  | 7  | 7  | 5  | 5  | 6  | 5  | 4  | 5  | 4  | 4  | 4  | 4  | 4  | 5  | 5  | 5  | 4  | 4  | 4  | 4  | 4  | 4  | 4  |   |
| Groningen       | 9   | 12 | 12 | 10 | 10 | 11 | 11 | 12 | 13 | 14 | 15 | 13 | 13 | 12 | 12 | 11 | 13 | 13 | 13 | 13 | 13 | 13 | 13 | 13 | 13 | 13 | 13 | 13 | 14 | 13 | 13 | 12 | 12 | 12 |   |
| Heerenveen      | 10  | 11 | 9  | 7  | 4  | 2  | 5  | 6  | 7  | 9  | 10 | 8  | 9  | 8  | 9  | 10 | 8  | 9  | 9  | 8  | 8  | 9  | 9  | 9  | 9  | 9  | 11 | 10 | 8  | 8  | 8  | 6  | 7  | 8  |   |
| Heracles        | 8   | 7  | 10 | 11 | 11 | 10 | 12 | 13 | 14 | 11 | 9  | 11 | 8  | 9  | 10 | 9  | 10 | 11 | 12 | 12 | 12 | 12 | 11 | 12 | 12 | 11 | 9  | 9  | 10 | 11 | 11 | 11 | 11 | 10 |   |
| NAC Breda       | 16  | 18 | 14 | 15 | 15 | 13 | 14 | 14 | 16 | 17 | 16 | 17 | 17 | 15 | 15 | 16 | 16 | 15 | 16 | 16 | 16 | 15 | 15 | 15 | 15 | 14 | 14 | 15 | 15 | 15 | 15 | 15 | 15 | 14 |   |
| PEC Zwolle      | 4   | 6  | 3  | 9  | 7  | 6  | 4  | 5  | 4  | 3  | 3  | 4  | 4  | 4  | 4  | 4  | 4  | 5  | 4  | 5  | 5  | 5  | 5  | 6  | 6  | 7  | 7  | 7  | 6  | 6  | 7  | 8  | 8  | 9  |   |
| PSV             | 5   | 3  | 2  | 5  | 3  | 1  | 1  | 1  | 1  | 1  | 1  | 1  | 1  | 1  | 1  | 1  | 1  | 1  | 1  | 1  | 1  | 1  | 1  | 1  | 1  | 1  | 1  | 1  | 1  | 1  | 1  | 1  | 1  | 1  |   |
| Roda JC         | 15  | 16 | 16 | 17 | 18 | 18 | 17 | 16 | 18 | 18 | 18 | 18 | 18 | 18 | 17 | 18 | 17 | 17 | 17 | 17 | 17 | 17 | 16 | 17 | 17 | 18 | 18 | 17 | 16 | 16 | 16 | 16 | 16 | 16 |   |
| Sparta          | 18  | 13 | 13 | 12 | 12 | 15 | 16 | 18 | 17 | 15 | 13 | 14 | 14 | 16 | 16 | 16 | 18 | 18 | 18 | 18 | 18 | 18 | 18 | 18 | 18 | 17 | 16 | 16 | 17 | 17 | 17 | 17 | 17 | 17 |   |
| Twente          | 13  | 14 | 15 | 16 | 16 | 16 | 15 | 15 | 12 | 13 | 14 | 16 | 16 | 17 | 18 | 15 | 15 | 16 | 15 | 15 | 15 | 16 | 17 | 16 | 16 | 16 | 17 | 18 | 18 | 18 | 18 | 18 | 18 | 18 |   |
| FC Utrecht      | 2   | 2  | 5  | 4  | 8  | 9  | 10 | 8  | 9  | 8  | 8  | 5  | 5  | 6  | 7  | 5  | 6  | 6  | 6  | 7  | 7  | 6  | 6  | 5  | 4  | 4  | 4  | 5  | 5  | 5  | 5  | 5  | 5  | 5  |   |
| Vitesse         | 1   | 1  | 4  | 2  | 5  | 3  | 3  | 4  | 3  | 5  | 5  | 6  | 6  | 7  | 7  | 7  | 7  | 7  | 7  | 6  | 6  | 7  | 7  | 7  | 7  | 6  | 6  | 6  | 7  | 7  | 6  | 7  | 6  | 6  |   |
| VVV Venlo       | 3   | 4  | 8  | 8  | 9  | 8  | 7  | 9  | 10 | 12 | 12 | 12 | 12 | 13 | 13 | 13 | 12 | 10 | 11 | 10 | 9  | 10 | 10 | 10 | 11 | 10 | 12 | 12 | 12 | 12 | 12 | 13 | 14 | 15 |   |
| Willem II       | 14  | 15 | 8  | 18 | 17 | 17 | 18 | 17 | 15 | 16 | 17 | 15 | 15 | 14 | 14 | 14 | 14 | 14 | 14 | 14 | 14 | 14 | 14 | 14 | 14 | 15 | 15 | 14 | 13 | 14 | 14 | 14 | 13 | 13 |   |

## Alapszakaszbeli sorozatok
Ez a táblázat azt mutatja meg, hogy az idei bajnokság alapszakaszában melyik csapat, milyen hosszú győzelmi-döntetlen-vereség sorozatokat produkált
| Klub / Fordulók | 1   | 2  | 3  | 4  | 5  | 6  | 7  | 8  | 9  | 10 | 11 | 12 | 13 | 14 | 15 | 16 | 17 | 18 | 19 | 20 | 21 | 22 | 23 | 24 | 25 | 26 | 27 | 28 | 29 | 30 | 31 | 32 | 33 | 34 |    |
| --------------- | --- | -- | -- | -- | -- | -- | -- | -- | -- | -- | -- | -- | -- | -- | -- | -- | -- | -- | -- | -- | -- | -- | -- | -- | -- | -- | -- | -- | -- | -- | -- | -- | -- | -- | -- |
| Klub / Fordulók | ADO | V  | V  | V  | GY | D  | GY | GY | V  | GY | V  | D  | GY | V  | V  | GY | GY | V  | GY | D  | V  | D  | GY | D  | GY | D  | V  | V  | GY | V  | D  | GY | V  | D  | GY |
| AFC Ajax        | V   | GY | GY | GY | D  | V  | GY | GY | GY | GY | V  | GY | GY | D  | GY | GY | GY | GY | GY | D  | GY | GY | GY | GY | D  | V  | GY | GY | GY | GY | V  | GY | GY | GY |    |
| AZ Alkmaar      | V   | GY | GY | GY | GY | V  | V  | D  | GY | GY | GY | GY | GY | GY | GY | D  | V  | GY | D  | GY | D  | GY | D  | GY | GY | GY | V  | GY | GY | V  | GY | GY | V  | GY |    |
| Excelsior       | GY  | V  | D  | V  | V  | GY | V  | GY | D  | GY | GY | V  | V  | V  | V  | V  | GY | D  | GY | V  | D  | V  | D  | GY | GY | V  | GY | V  | V  | GY | D  | D  | V  | V  |    |
| Feyenoord       | GY  | GY | GY | GY | V  | V  | GY | D  | V  | D  | D  | D  | GY | GY | D  | D  | GY | GY | V  | GY | V  | GY | V  | GY | V  | V  | GY | GY | GY | GY | GY | GY | GY | GY |    |
| Groningen       | D   | V  | GY | D  | V  | GY | V  | D  | V  | V  | V  | GY | V  | GY | D  | D  | V  | GY | D  | D  | V  | V  | D  | D  | D  | D  | GY | V  | V  | D  | GY | D  | GY | D  |    |
| Heerenveen      | D   | D  | GY | GY | GY | GY | V  | V  | V  | V  | D  | GY | V  | V  | D  | D  | GY | V  | D  | GY | GY | V  | D  | D  | V  | GY | V  | D  | GY | D  | GY | GY | V  | V  |    |
| Heracles        | GY  | D  | D  | V  | V  | GY | V  | D  | V  | GY | GY | V  | GY | V  | V  | GY | D  | V  | V  | D  | D  | V  | GY | V  | GY | GY | GY | D  | V  | V  | V  | D  | D  | GY |    |
| NAC Breda       | V   | V  | D  | V  | GY | GY | V  | V  | V  | D  | D  | V  | V  | GY | D  | V  | V  | GY | V  | V  | V  | GY | D  | V  | D  | GY | GY | V  | V  | GY | V  | V  | GY | D  |    |
| PEC Zwolle      | GY  | D  | GY | V  | GY | D  | GY | D  | GY | GY | D  | V  | GY | D  | GY | D  | GY | V  | GY | V  | V  | GY | V  | V  | V  | D  | V  | V  | GY | V  | D  | V  | V  | V  |    |
| PSV             | GY  | GY | GY | V  | GY | GY | GY | GY | GY | GY | GY | GY | GY | GY | V  | D  | GY | GY | GY | GY | GY | GY | GY | D  | GY | GY | V  | GY | GY | GY | GY | D  | D  | D  |    |
| Roda JC         | V   | V  | V  | V  | V  | V  | GY | GY | V  | D  | V  | V  | V  | GY | D  | V  | V  | V  | D  | GY | D  | V  | D  | V  | V  | V  | V  | GY | GY | GY | V  | D  | GY | V  |    |
| Sparta          | V   | D  | D  | GY | V  | V  | V  | V  | D  | GY | D  | D  | V  | V  | V  | V  | V  | V  | V  | V  | GY | V  | V  | D  | V  | GY | GY | V  | V  | GY | V  | GY | V  | V  |    |
| Twente          | V   | V  | V  | V  | GY | V  | GY | V  | GY | V  | V  | V  | V  | D  | V  | GY | D  | D  | D  | V  | V  | V  | V  | D  | V  | D  | V  | D  | D  | V  | V  | GY | V  | D  |    |
| FC Utrecht      | GY  | GY | V  | GY | V  | V  | D  | GY | V  | D  | GY | GY | GY | D  | D  | GY | D  | V  | D  | D  | D  | GY | GY | GY | GY | V  | GY | D  | V  | D  | V  | D  | D  | GY |    |
| Vitesse         | GY  | GY | V  | GY | D  | GY | D  | D  | GY | V  | D  | V  | GY | V  | GY | D  | D  | V  | D  | GY | GY | V  | GY | V  | D  | GY | V  | D  | V  | V  | GY | V  | GY | D  |    |
| VVV Venlo       | GY  | GY | V  | D  | D  | D  | GY | V  | V  | V  | D  | D  | D  | V  | D  | V  | GY | GY | D  | GY | GY | V  | D  | D  | D  | D  | V  | V  | D  | V  | V  | V  | V  | V  |    |
| Willem II       | V   | V  | V  | V  | GY | V  | V  | GY | GY | V  | V  | D  | D  | GY | D  | D  | V  | V  | D  | V  | V  | GY | V  | V  | GY | V  | GY | D  | GY | V  | GY | V  | GY | D  |    |

## Gólok száma fordulónként
Ez a táblázat két dolgot mutat meg. Azt, hogy ebben szezonban a bajnokságban mennyi gól esett fordulónként és azt, hogy ezek alapján mennyi a mérkőzésenkénti gólátlag minden egyes fordulóban.
| FORDULÓK   | 1    | 2    | 3    | 4    | 5    | 6    | 7    | 8    | 9    | 10   | 11   | 12   | 13   | 14   | 15   | 16   | 17   | 18   | 19   | 20   | 21   | 22   | 23   | 24   | 25   | 26   | 27   | 28   | 29   | 30   | 31   | 32   | 33   | 34   |
| ---------- | ---- | ---- | ---- | ---- | ---- | ---- | ---- | ---- | ---- | ---- | ---- | ---- | ---- | ---- | ---- | ---- | ---- | ---- | ---- | ---- | ---- | ---- | ---- | ---- | ---- | ---- | ---- | ---- | ---- | ---- | ---- | ---- | ---- | ---- |
| ÖSSZES GÓL | 37   | 25   | 28   | 25   | 24   | 25   | 28   | 27   | 25   | 31   | 23   | 35   | 31   | 26   | 29   | 32   | 26   | 33   | 21   | 23   | 23   | 31   | 16   | 25   | 22   | 26   | 33   | 34   | 30   | 32   | 30   | 35   | 35   | 33   |
| GÓLÁTLAG   | 4,11 | 2,78 | 3,11 | 2,78 | 2,67 | 2,78 | 3,11 | 3,00 | 2,78 | 3,44 | 2,56 | 3,89 | 3,44 | 2,89 | 3,22 | 3,56 | 2,89 | 3,67 | 2,33 | 2,56 | 2,56 | 3,44 | 1,77 | 2,78 | 2,44 | 2,89 | 3,67 | 3,77 | 3,33 | 3,56 | 3,33 | 3,89 | 3,89 | 3,67 |

- Sárga szin = LEGTÖBB
- Piros szin = LEGKEVESEBB

## Nézők száma mérkőzésenként
Íme az idei szezon összes alapszakaszbeli mérkőzésére kilátogató nézők száma
|                  | ADO    | AJA    | AZ     | EXC    | FEY    | GRO    | HEE    | HER    | NAC    | PEC    | PSV    | ROD    | SPA    | TWE    | UTR    | VIT    | VVV    | WIL    | ÖSSZESEN  | ÁTLAG  |
| ---------------- | ------ | ------ | ------ | ------ | ------ | ------ | ------ | ------ | ------ | ------ | ------ | ------ | ------ | ------ | ------ | ------ | ------ | ------ | --------- | ------ |
| ADO Den Haag     |        | 12.016 | 13.115 | 10.805 | 13.870 | 10.416 | 7.902  | 11.175 | 13.620 | 11.107 | 14.031 | 9.151  | 9.641  | 13.876 | 12.134 | 12.303 | 11.008 | 9.966  | 196.136   | 11.537 |
| AFC Ajax         | 52.822 |        | 35.000 | 51.695 | 53.320 | 51.152 | 52.523 | 52.495 | 51.886 | 50.902 | 52.379 | 51.685 | 51.567 | 52.443 | 51.758 | 51.236 | 30.295 | 51.921 | 845.279   | 49.722 |
| AZ Alkmaar       | 12.749 | 16.900 |        | 12.527 | 14.644 | 16.459 | 15.012 | 13.863 | 12.511 | 16.532 | 17.002 | 15.007 | 14.884 | 14.601 | 14.056 | 16.067 | 14.023 | 14.613 | 251.450   | 14.791 |
| Excelsior        | 4.400  | 4.400  | 4.218  |        | 4.400  | 3.808  | 4.034  | 4.065  | 3.876  | 4.069  | 4.400  | 4.086  | 4.400  | 4.369  | 3.997  | 4.100  | 3.704  | 4.400  | 70.726    | 4.160  |
| Feyenoord        | 47.500 | 47.500 | 45.000 | 45.000 |        | 37.500 | 40.000 | 47.500 | 47.500 | 47.500 | 47.500 | 40.000 | 45.000 | 47.500 | 47.500 | 47.500 | 47.500 | 47.500 | 775.000   | 45.588 |
| FC Groningen     | 16.723 | 22.568 | 17.680 | 18.847 | 20.294 |        | 19.255 | 17.526 | 21.875 | 17.896 | 20.103 | 20.402 | 17.617 | 20.110 | 16.032 | 17.263 | 15.832 | 16.394 | 316.417   | 18.613 |
| SC Heerenveen    | 18.730 | 25.600 | 19.136 | 18.920 | 24.640 | 23.150 |        | 18.300 | 19.361 | 20.832 | 22.345 | 17.780 | 18.790 | 22.290 | 18.700 | 21.034 | 18.893 | 17.300 | 345.801   | 20.341 |
| Heracles Almelo  | 10.127 | 12.080 | 10.724 | 10.067 | 11.331 | 10.411 | 10.086 |        | 10.626 | 9.031  | 11.211 | 9.943  | 9.203  | 12.080 | 11.187 | 11.164 | 10.364 | 10.232 | 179.867   | 10.580 |
| NAC Breda        | 18.523 | 18.969 | 18.628 | 18.340 | 18.963 | 18.563 | 18.456 | 17.035 |        | 18.423 | 18.788 | 18.412 | 17.912 | 17.589 | 18.769 | 18.567 | 18.443 | 18.481 | 312.861   | 18.404 |
| PEC Zwolle       | 13.030 | 13.250 | 12.875 | 13.028 | 13.250 | 13.160 | 12.920 | 12.500 | 13.120 |        | 13.250 | 13.000 | 13.250 | 12.800 | 13.250 | 13.115 | 12.985 | 13.055 | 221.838   | 13.049 |
| PSV Eindhoven    | 32.700 | 35.000 | 32.700 | 32.100 | 35.000 | 33.700 | 33.500 | 32.800 | 34.300 | 32.800 |        | 32.200 | 33.000 | 33.040 | 33.800 | 33.800 | 33.900 | 31.565 | 565.905   | 33.289 |
| Roda Kerkrade    | 13.794 | 14.484 | 12.411 | 11.226 | 13.491 | 10.515 | 10.482 | 12.946 | 12.230 | 14.115 | 15.383 |        | 12.644 | 12.475 | 11.361 | 12.004 | 13.189 | 11.668 | 214.418   | 12.613 |
| Sparta Rotterdam | 10.482 | 10.606 | 10.210 | 10.224 | 10.606 | 10.010 | 10.231 | 8.846  | 10.606 | 10.012 | 10.591 | 9.834  |        | 10.034 | 10.432 | 9.258  | 10.139 | 10.433 | 172.554   | 10.150 |
| Twente Enschede  | 23.600 | 27.500 | 23.400 | 23.200 | 25.600 | 23.900 | 25.600 | 27.100 | 25.600 | 24.900 | 25.700 | 23.600 | 25.400 |        | 24.200 | 23.600 | 23.800 | 29.300 | 416.000   | 24.471 |
| FC Utrecht       | 20.145 | 21.768 | 18.457 | 18.336 | 22.111 | 19.540 | 17.771 | 16.859 | 20.123 | 17.301 | 22.006 | 19.042 | 15.929 | 17.755 |        | 19.607 | 19.669 | 16.093 | 322.512   | 18.971 |
| Vitesse Arnhem   | 14.754 | 19.876 | 15.131 | 15.432 | 16.459 | 14.675 | 15.363 | 16.231 | 13.921 | 18.349 | 18.232 | 16.591 | 16.345 | 20.000 | 15.432 |        | 15.213 | 13.961 | 275.965   | 16.233 |
| VVV-Venlo        | 6.532  | 8.000  | 6.353  | 6.021  | 8.000  | 6.624  | 7.054  | 7.528  | 6.521  | 6.621  | 8.000  | 7.255  | 5.832  | 6.623  | 5.778  | 6.168  |        | 6.782  | 115.692   | 6.805  |
| Willem Tilburg   | 11.123 | 13.907 | 11.350 | 12.800 | 13.320 | 12.160 | 10.740 | 11.230 | 14.400 | 12.900 | 13.650 | 13.277 | 11.511 | 12.019 | 13.660 | 11.600 | 11.500 |        | 211.147   | 12.420 |
| ÖSSZESEN         |        |        |        |        |        |        |        |        |        |        |        |        |        |        |        |        |        |        | 5.809.568 | 18.986 |

- SÁRGA SZÍN = legtöbb néző
- PIROS SZÍN = legkevesebb néző

### Az idény 5 legtöbb nézőt vonzó csapata
Ebben a táblázatban azt lehet megtudni, hogy melyik öt csapat volt a legnézettebb hazai pályán.
| No. | Csapat          | Összes néző | Átlagnézőszám |
| --- | --------------- | ----------- | ------------- |
| 01. | AFC Ajax        | 845.279     | 49.722        |
| 02. | Feyenoord       | 775.000     | 45.588        |
| 03. | PSV Eindhoven   | 565.905     | 33.289        |
| 04. | Twente Enschede | 416.000     | 24.471        |
| 05. | SC Heerenveen   | 345.801     | 20.341        |

### A szezon 3 legnézettebb mérkőzése
Ebben a táblázatban pedig azt lehet megnézni, hogy az idei szezonban melyik 3 mérkőzésen volt a legtöbb néző. Ahogy a legtöbb szezonban, úgy ebben a szezonban is az Ajax és a Feyenoord közötti híres rangadóra - De Klassieker - látogatott ki a legtöbb néző és idén is Amszterdamban. Viszont nagy meglepetésre idén a De Topper (Ajax vs PSV) amszterdami mérkőzése nem került fel a dobogóra, csupán a 6. helyen végzett.
| No. | Mérkőzés                 | Végeredmény | Dátum             | Nézők száma |
| --- | ------------------------ | ----------- | ----------------- | ----------- |
| 01. | AFC Ajax - Feyenoord     | 2ː0         | 2018. január 21.  | 53.320      |
| 02. | AFC Ajax - ADO Den Haag  | 0:0         | 2018. február 25. | 52.822      |
| 03. | AFC Ajax - SC Heerenveen | 4:1         | 2018. március 11. | 52.523      |

## Play Off

### Osztályozók

#### 1. kör
A bentmaradásért küzdő csapatok közül az első körben 4 csapatnak kellett megküzdenie a következő körbe való bejutásért. Az első mérkőzéseket május 1-én, a visszavágókat pedig május 5-én rendezték meg.
| 1. csapat      | Össz. eredmény | 2. csapat      | 1. mérkőzés | 2. mérkőzés           |
| -------------- | -------------- | -------------- | ----------- | --------------------- |
| MVV Maastricht | 3 - 6          | Almere City FC | 1-3         | 2-3                   |
| SC Cambuur     | 5 - 5          | FC Dordrecht   | 4-1         | 1-4 (3-5 büntetőkkel) |

#### 2. kör
A második körben az első mérkőzéseket május 10-én, a visszavágókat pedig május 13-án rendezték meg. Ebben a fordulóban eldőlt, hogy a Roda Kerkrade csapata a következő szezonban nem az Eredivisie tagja lesz.
| 1. csapat      | Össz. eredmény | 2. csapat        | 1. mérkőzés | 2. mérkőzés |
| -------------- | -------------- | ---------------- | ----------- | ----------- |
| FC Emmen       | 5 - 4          | NEC Nijmegen     | 4-0         | 1-4         |
| FC Dordrecht   | 3 - 4          | Sparta Rotterdam | 1-2         | 2-2         |
| Telstar        | 5 - 6          | De Graafschap    | 3-2         | 2-4         |
| Almere City FC | 2 - 1          | Roda Kerkrade    | 0-0         | 2-1         |

#### 3. kör
A harmadik körben dőlt el, hogy az osztályozós csapatok közül jövőre kik szerepelhetnek majd az Eredivisieben.
Az első mérkőzések május 17-én, a visszavágók pedig május 20-án voltak. És végül eldőlt, hogy a még versenyben levő Eredivisie-csapat, a Sparta Rotterdam is kiesett. Így idén mindhárom Eredisivie csapat kiesett a bajnokságból és a következő szezonban 3 új csapat csatlakozik, a Fortuna Sittard, az FC Emmen és a De Graafschap.
| 1. csapat      | Össz. eredmény | 2. csapat        | 1. mérkőzés | 2. mérkőzés |
| -------------- | -------------- | ---------------- | ----------- | ----------- |
| FC Emmen       | 3 - 1          | Sparta Rotterdam | 0-0         | 3-1         |
| Almere City FC | 2 - 3          | De Graafschap    | 1-1         | 1-2         |

### Európa Liga

#### Elődöntő
Az Európa-ligába való bejutásért küzdő csapatok a play-off elődöntőjének első mérkőzéseit május 9-én, a visszavágókat pedig május 12-én rendezték meg.
| 1. csapat         | Össz. eredmény | 2. csapat          | 1. mérkőzés | 2. mérkőzés |
| ----------------- | -------------- | ------------------ | ----------- | ----------- |
| SC Heerenveen (8) | 5 - 5          | FC Utrecht (5)     | 4-3         | 1-2         |
| ADO Den Haag (7)  | 3 - 7          | Vitesse Arnhem (6) | 2-5         | 1-2         |

#### Döntő
Az Európa-Liga 2018-19-es szezonjába való bejutás döntőjének első mérkőzését május 15-én, a visszavágót pedig május 19-én rendezték meg. Kettős győzelemmel a Vitesse Arnhem csapata nyert és ők jutottak be az Európa Ligába.
| 1. csapat          | Össz. eredmény | 2. csapat      | 1. mérkőzés | 2. mérkőzés |
| ------------------ | -------------- | -------------- | ----------- | ----------- |
| Vitesse Arnhem (6) | 5 - 3          | FC Utrecht (5) | 3-2         | 2-1         |

## Az európai kupákban induló csapatok eredményei
Ebben a táblázatban azon holland csapatok szerepelnek akik az idei szezonban a 2 európai kupa valamelyikében - vagy mindkettőben - képviselték hazájukat és azt, hogy milyen eredményt értek benne el. A csapatnév melletti zárójelben pedig az előző szezonban elért eredmény látható ami által a kupákban indulhattak.
A zöld színnel írt eredmény csupán a selejtezőt jelöli.
| No. | Csapat                       | Bajnokok Ligája 2017/18 | Európa Liga 2017/18 |
| --- | ---------------------------- | ----------------------- | ------------------- |
| 01. | Feyenoord (bajnok)           | Csoportkör              | -                   |
| 02. | Ajax Amsterdam (2. hely)     | 3. selejtezőkör         | Rájátszás           |
| 03. | PSV Eindhoven (3. hely)      | -                       | 3. selejtezőkör     |
| 04. | FC Utrecht (4. hely)         | -                       | Rájátszás           |
| 05. | Vitesse Arnhem (kupagyőztes) | -                       | Csoportkör          |

## A TV-közvetítési jogokból kapott pénz
Az Eredivisie 2017-2018-as szezonjában valamivel több mint 63 millió eurót osztottak szét a csapatok között. A legtöbbet most is az AFC Ajax csapata kapta.
Az itt látható lista nem a szezon végeredménye alapján, hanem a kapott összeg alapján van összeállítva.
| No.      | Csapat neve      | Teljes összeg százaléka | Kapott összeg (euró) |
| -------- | ---------------- | ----------------------- | -------------------- |
| 01.      | AFC Ajax         | 12,95%                  | 9 155 650            |
| 02.      | PSV Eindhoven    | 11,65%                  | 8 236 550            |
| 03.      | Feyenoord        | 10,35%                  | 7 317 450            |
| 04.      | AZ Alkmaar       | 9,05%                   | 6 398 350            |
| 05.      | Twente Enschede  | 8%                      | 5 656 000            |
| 06.      | Vitesse Arnhem   | 6,95%                   | 4 913 650            |
| 07.      | FC Utrecht       | 5,9%                    | 4 171 300            |
| 08.      | FC Groningen     | 4,85%                   | 3 428 950            |
| 09.      | SC Heerenveen    | 4,05%                   | 2 863 350            |
| 10.      | Heracles Almelo  | 3,7%                    | 2 615 900            |
| 11.      | ADO Den Haag     | 3,45%                   | 2 439 150            |
| 12.      | PEC Zwolle       | 3,2%                    | 2 262 400            |
| 13.      | Roda Kerkrade    | 3%                      | 2 121 000            |
| 14.      | NAC Breda        | 2,8%                    | 1 979 600            |
| 15.      | Willem Tilburg   | 2,6%                    | 1 838 200            |
| 16.      | Excelsior        | 2,55%                   | 1 802 850            |
| 17.      | Sparta Rotterdam | 2,5%                    | 1 767 500            |
| 18.      | VVV Venlo        | 2,45%                   | 1 732 150            |
| ÖSSZESEN | ÖSSZESEN         | 100%                    | 63 287 000           |

## Egyéni díjazottak
- Év játékosaː  Hakím Zíjes (AFC Ajax)
- Rinus Michels - díj (Év Edzője):  Phillip Cocu (PSV Eindhoven)
- Johan Cruijff - díj (Év Tehetsége):  Matthijs de Ligt (AFC Ajax)
- Tonny van Leeuwen-kupa (Legkevesebb gólt kapó kapus): jelenleg ismeretlen

## Statisztika és rekordok

### Góllövőlista
Íme az idei szezon alapszakaszának legeredményesebb játékosai:
| No. | JÁTÉKOS NEVE        | CSAPAT         | GÓLOK SZÁMA | MÉRKŐZÉSEK | GÓLÁTLAG |
| --- | ------------------- | -------------- | ----------- | ---------- | -------- |
| 1.  | Alireza Jahanbakhsh | AZ Alkmaar     | 21          | 33         | 0,64     |
| 2.  | Bjørn Johnsen       | ADO Den Haag   | 19          | 34         | 0,56     |
| 3.  | Wout Weghorst       | AZ Alkmaar     | 18          | 31         | 0,58     |
| -   | Steven Berghuis     | Feyenoord      | 18          | 31         | 0,58     |
| 5.  | Hirving Lozano      | PSV Eindhoven  | 17          | 29         | 0,58     |
| 6.  | Fran Sol            | Willem Tilburg | 16          | 32         | 0,5      |
| 7.  | Bryan Linssen       | Vitesse Arnhem | 15          | 33         | 0,45     |
| 8.  | Marco van Ginkel    | PSV Eindhoven  | 14          | 28         | 0,5      |
| -   | Tim Matavž          | Vitesse Arnhem | 14          | 30         | 0,47     |
| -   | David Neres         | AFC Ajax       | 14          | 32         | 0,44     |
| 11. | Klaas-Jan Huntelaar | AFC Ajax       | 13          | 28         | 0,46     |
| 12. | Luuk de Jong        | PSV Eindhoven  | 12          | 28         | 0,43     |
| -   | Zakaria Labyad      | FC Utrecht     | 12          | 29         | 0,41     |
| -   | Tom van Weert       | FC Groningen   | 12          | 31         | 0,39     |

#### Egy mérkőzésen legtöbb gólt szerző játékosok
A következő táblázatban a bajnokság azon játékosai szerepelnek akik az idei szezonban a legtöbb gólt - legkevesebb 3-at - szerezték egy mérkőzésen.
| #  | Játékos             | Csapat         | Gólok | Dátum                | Forduló | Végeredmény                 |
| -- | ------------------- | -------------- | ----- | -------------------- | ------- | --------------------------- |
| 1. | Jürgen Locadia      | PSV Eindhoven  | 4     | 2017. szeptember 24. | 6.      | FC Utrecht - PSV 1ː7        |
| 2. | Donny van de Beek   | AFC Ajax       | 3     | 2017. november 18.   | 12.     | NAC Breda - Ajax 0ː8        |
| 3. | Justin Kluivert     | AFC Ajax       | 3     | 2017. november 26.   | 13.     | Ajax - Roda Kerkrade 5ː1    |
| 4. | Bartholomew Ogbeche | Willem Tilburg | 3     | 2017. november 26.   | 13.     | VVV-Venlo - Willem II 3ː3   |
| 5. | Lennart Thy         | VVV-Venlo      | 3     | 2017. december 24.   | 18.     | VVV-Venlo - Heracles 3ː1    |
| 6. | Luuk de Jong        | PSV Eindhoven  | 3     | 2018. február 3.     | 21.     | PSV - PEC Zwolle 4ː0        |
| 7. | Fran Sol            | Willem Tilburg | 3     | 2018. március 11.    | 27.     | Willem II - PSV 5ː0         |
| 8. | Alireza Jahanbakhsh | AZ Alkmaar     | 3     | 2018. április 18.    | 32.     | AZ Alkmaar - Vitesse 4ː3    |
| 9. | Alireza Jahanbakhsh | AZ Alkmaar     | 3     | 2018. május 6.       | 34.     | AZ Alkmaar - PEC Zwolle 6ː0 |

### Legtöbb gólpassz
Íme az idei szezon alapszakaszának legtöbb gólpasszt adó játékosai:
| No. | JÁTÉKOS NEVE        | CSAPAT          | GÓLPASSZOK | MÉRKŐZÉSEK | ÁTLAG |
| --- | ------------------- | --------------- | ---------- | ---------- | ----- |
| 01. | Hakím Zíjes         | AFC Ajax        | 15         | 34         | 0,44  |
| 02. | Brandley Kuwas      | Heracles Almelo | 13         | 30         | 0,43  |
| 03. | Steven Berghuis     | Feyenoord       | 12         | 31         | 0,39  |
| -   | David Neres         | AFC Ajax        | 12         | 32         | 0,38  |
| -   | Alireza Jahanbakhsh | AZ Alkmaar      | 12         | 33         | 0,36  |
| 06. | Nasser el Khayati   | ADO Den Haag    | 11         | 32         | 0,34  |
| 07. | Jens Toornstra      | Feyenoord       | 10         | 32         | 0,31  |
| 08. | Arber Zeneli        | SC Heerenveen   | 8          | 22         | 0,36  |
| -   | Zakaria Labyad      | FC Utrecht      | 8          | 29         | 0,28  |
| -   | Hirving Lozano      | PSV Eindhoven   | 8          | 29         | 0,28  |
| -   | Mason Mount         | Vitesse Arnhem  | 8          | 29         | 0,28  |

### Kanadai ponttáblázat
Íme az idei szezon alapszakaszának kanadai ponttáblázata. A játékosok által összeszedett pontok az általuk lőtt gólok és gólpasszok összegéből jön ki:
Az azonos pontszámmal rendelkező játékosoknál a több gólt szerző játékos áll előrébb.
| No. | JÁTÉKOS NEVE        | CSAPAT         | GÓLOK | GÓLPASSZOK | PONTSZÁM |
| --- | ------------------- | -------------- | ----- | ---------- | -------- |
| 1.  | Alireza Jahanbakhsh | AZ Alkmaar     | 21    | 12         | 33       |
| 2.  | Steven Berghuis     | Feyenoord      | 18    | 12         | 30       |
| 3.  | David Neres         | AFC Ajax       | 14    | 12         | 26       |
| 4.  | Hirving Lozano      | PSV Eindhoven  | 17    | 8          | 25       |
| 5.  | Wout Weghorst       | AZ Alkmaar     | 18    | 6          | 24       |
| 6.  | Hakím Zíjes         | AFC Ajax       | 9     | 15         | 24       |
| 7.  | Fran Sol            | Willem Tilburg | 16    | 5          | 21       |
| 8.  | Bryan Linssen       | Vitesse Arnhem | 15    | 5          | 20       |
| 9.  | Zakaria Labyad      | FC Utrecht     | 12    | 8          | 20       |
| 10. | Bjørn Johnsen       | ADO Den Haag   | 19    | 0          | 19       |
| 11. | Nasser el Khayati   | ADO Den Haag   | 8     | 11         | 19       |

### Lapok
Íme a szezonban a legtöbb sárga és piros lapot kapó játékosok listája:
| SÁRGA LAPOK | SÁRGA LAPOK        | SÁRGA LAPOK             | SÁRGA LAPOK |
| No.         | Játékos neve       | Csapat                  | Lapok száma |
| ----------- | ------------------ | ----------------------- | ----------- |
| 1.          | Thomas Lam         | Twente Enschede         | 11          |
| 2.          | Cristián Cuevas    | Twente Enschede         | 10          |
| 3.          | Pedro Chirivella   | Willem Tilburg          | 8           |
| -           | Lex Immers         | ADO Den Haag            | 8           |
| -           | Matthijs de Ligt   | AFC Ajax                | 8           |
| -           | Pablo Mari         | NAC Breda               | 8           |
| -           | Sander Fischer     | Sparta Rotterdam        | 8           |
| -           | Danny Post         | VVV-Venlo               | 8           |
| -           | Deyovaisio Zeefuik | FC Groningen / AFC Ajax | 8           |
| -           | Arno Verschueren   | NAC Breda               | 8           |
| -           | Ryan Koolwijk      | Excelsior               | 8           |
| -           | Aaron Meijers      | ADO Den Haag            | 8           |
| -           | Mike te Wierik     | FC Groningen            | 8           |
| 11 játékos  | 11 játékos         | 11 játékos              | 7           |
| 13 játékos  | 13 játékos         | 13 játékos              | 6           |
| 27 játékos  | 27 játékos         | 27 játékos              | 5           |
| 40 játékos  | 40 játékos         | 40 játékos              | 4           |
| 53 játékos  | 53 játékos         | 53 játékos              | 3           |
| 64 játékos  | 64 játékos         | 64 játékos              | 2           |
| 84 játékos  | 84 játékos         | 84 játékos              | 1           |

| PIROS LAPOK        | PIROS LAPOK        | PIROS LAPOK        | PIROS LAPOK |
| No.                | Játékos neve       | Csapat             | Lapok száma |
| ------------------ | ------------------ | ------------------ | ----------- |
| 01.                | Adil Auassar       | Roda Kerkrade      | 2           |
| -                  | Hirving Lozano     | PSV Eindhoven      | 2           |
| -                  | Wilfried Kanon     | ADO Den Haag       | 2           |
| 04.                | Nigel Bertrams     | NAC Breda          | 1           |
| -                  | Ajdin Hrustic      | FC Groningen       | 1           |
| -                  | Giovanni Troupée   | FC Utrecht         | 1           |
| -                  | Mark Veenhoven     | Sparta Rotterdam   | 1           |
| -                  | Edouard Duplan     | ADO Den Haag       | 1           |
| további 36 játékos | további 36 játékos | további 36 játékos | 1           |

## Érdekességek és jubileumok
- Az AFC Ajax edzője, Peter Bosz 2017 nyarán 4,3 millió euróért váltott klubot és a Borussia Dortmund új edzője lett. Ezzel az összeggel ő lett a holland Eredivisie és a német Bundesliga történelmének eddigi legdrágább edzője.[8]
- A bajnokság idei szezonjában visszatért az Eredivisie-be 2 híres holland játékos. 2017 nyarán 9 szezon után visszatért az AFC Ajax csapatához Klaas-Jan Huntelaar, míg 2018 telén 13 és fél szezon után visszatért a Feyenoord csapatához Robin van Persie.
- A bajnokság 1. fordulójában az AFC Ajax kikapott a Heracles Almelo csapatától. Utoljára 1965-ben - 29 közös mérkőzéssel ezelőtt - szenvedtek vereséget a Heracles csapatától.
- REKORD SZÜLETETT ǃǃǃ Augusztusban eligazolt az Ajax kolumbiai hátvédje, Davinson Sánchez az angol Tottenham Hotspur csapatához 42 millió euróért. Ezzel ő lett az Ajax és az Eredivisie eddigi legdrágábban eladott játékosa.
- Az SC Heerenveen csapata 20 szezon óta nem kezdett ilyen jól a bajnokságban mint idén. Az első 6 fordulót veretlenül kezdték 4 győzelemmel és 2 döntetlennel. Utoljára az 1997/98-as szezonban volt ilyen kezdésük a bajnokságban.
- A holland csapatok már ősszel befejezték a nemzetközi kupákban való szereplésüket. Az 5 csapat összesen csupán 14,5 pontot szerzett és így a bajnokság is csupán 2,900 UEFA-együtthatót kapott. Ezzel 1998/99-es szezon óta - amióta létezik az UEFA-ranglista - ez lett minden idők leggyengébb nemzetközi szereplése a holland csapatoknak.
- A bajnokság 22. fordulójában a PSV Eindhoven csapata megszerezte a bajnokságon belül sorozatban a 22. hazai győzelmét. Ez csapaton belüli rekordot jelentett ǃǃǃ
- A bajnokság 23. fordulójában a Feyenoord fiatal holland védője, Tyrell Malacia piros lapot kapott a Vitesse Arnhem csapata ellen. Még csak 18 éves és 178 napos volt így ő lett a Feyenoord eddigi legfiatalabb játékosa akit kiállítottak ǃǃǃ
- Idén fordult elő először az Eredivise történetében, hogy egy frissen feljutó csapat oda-vissza legyőzze a címvédőt (Feyenoord-NAC 0ː2 és NAC-Feyenoord 2ː1)

## Külső hivatkozások
- Az Eredivisie hivatalos oldala Archiválva 2012. április 12-i dátummal a Wayback Machine-ben (hollandul)